# Maximilian Gandolph von Künburg
Maximilian Gandolph von Künburg, né le 30 octobre 1622 à Graz en Styrie et mort le 3 mai 1687 à Salzbourg, fut archevêque de Salzbourg à partir de 1668 et un cardinal germanique du XVIIe siècle. Il est l'oncle du cardinal Wolfgang Hannibal von Schrattenbach (1712).

## Biographie
Issu de la noblesse, Maximilian Gandolph von Künburg a reçu son éducation à Graz et au Collegium Germanicum et Hungaricum de Rome. Il fut chanoine à Eichstätt et à Salzbourg (à partir de 1644). Il est élu évêque de Lavant en 1654 puis transféré à Seckau en 1665 et élu archevêque de Salzbourg le 30 juillet 1668. L'empereur Léopold Ier l'éleva au titre de comte (Graf) en 1665.

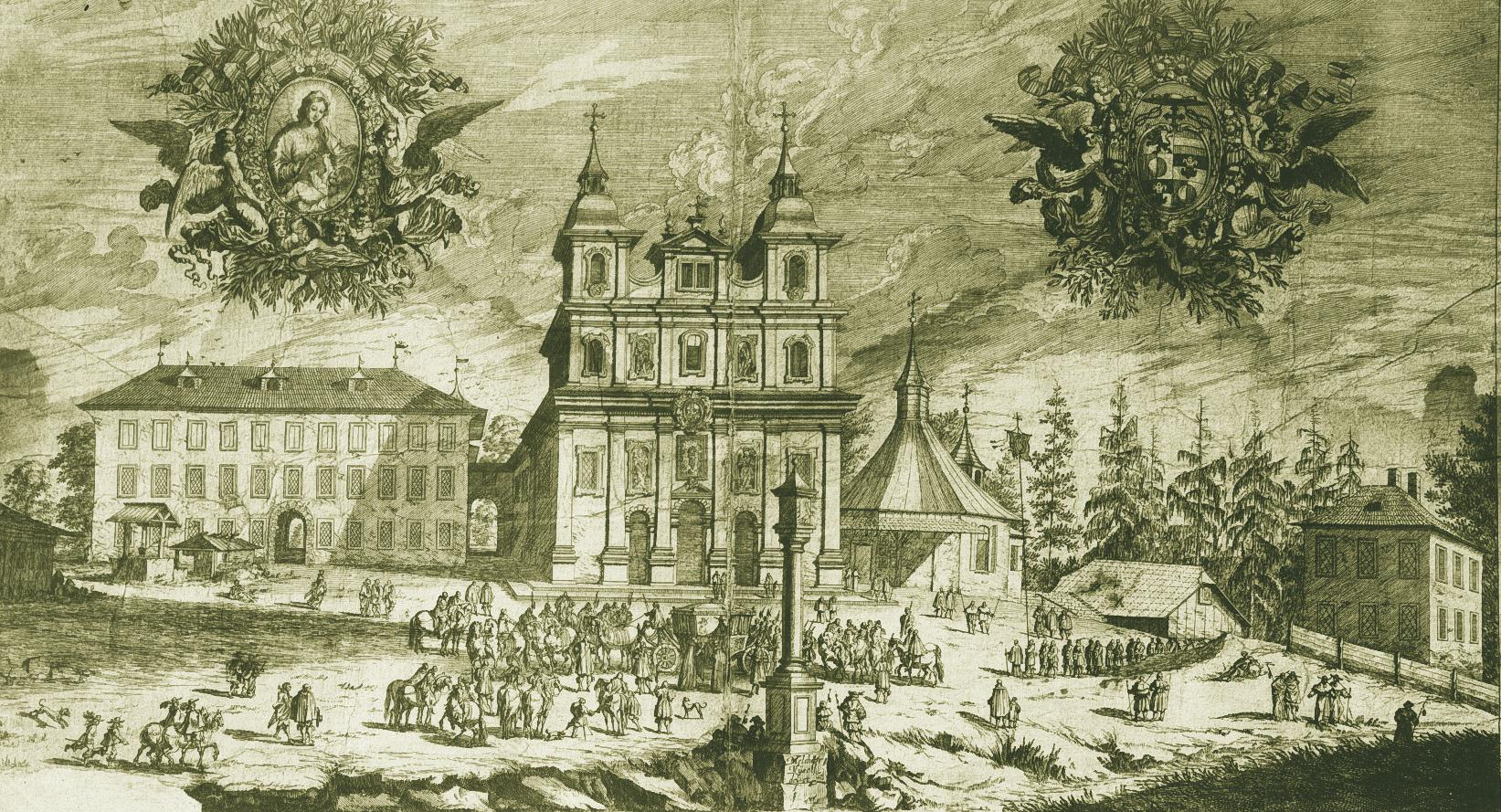
La consécration de la basilique de Maria Plain en 1674.

L'archevêque est connu en tant que fondateur de la collégiale de Seekirchen, du sanctuaire de Maria Plain, des couvents des Augustins à Hallein et à Tittmoning, ainsi que de l'église Saint-Gaëtan de Salzbourg. En tant que souverain de la principauté archiépiscopale de Salzbourg, il a lancé des mesures contre les protestants dans le cadre de la Contre-Réforme et de la recatholicisation. Entre 1684 et 1690, il expulsa un certain nombre de mineurs protestants de Dürrnberg et de paysans protestants du val Defereggen. En outre, il a cruellement poursuivi la chasse aux sorcières dans son archevêché.
Le pape Innocent XI le crée cardinal le 2 septembre 1686. Il meurt avant de recevoir son titre cardinalice et est enterré dans la cathédrale de Salzbourg. Selon la tradition, le Requiem en La a été composé par Heinrich Biber comme la musique funèbre des obsèques du prélat. Les successeurs de l'archevêque revendiquent le titre du légat apostolique et du Primas Germaniæ. 

### Sources
- Fiche du cardinal Maximilian Gandolph von Künburg sur le site fiu.edu